# 캄포바소도
캄포바소도(이탈리아어: Provincia di Campobasso)은 이탈리아 몰리세주의 도다. 도청 소재지는 캄포바소다. 면적은 2,909 km2, 인구는 230,692(2001)이다.
도의 동부 지역에는 크로아티아어의 희귀한 옛 억양을 사용하는 크로아티아인들이 산다.